# Medalla Guy
La Medalla Guy es un premio concedidos por la Real Sociedad Estadística de Reino Unido. Tienen tres categorías: oro, plata y bronce. Reciben su nombre en honor a William Guy, médico y estadístico británico del siglo XIX. 
- La de oro se concede cada tres años como premio por contribuciones innovadoras en el campo de la estadística pura o aplicada.
- La de plata pueden recibirla únicamente miembros de la Royal Statistical Society y premia artículos o series de artículos de especial relevancia publicados en el Journal of the Royal Statistical Society.
- La de bronce premia trabajos presentados en cualquier encuentro o conferencia organizada por la Royal Statistical Society. Solo puede ser concedida a sus miembros y, con especial preferencia, a los menores de 35 años.

## Medallistas de oro
- 1892 Charles Booth
- 1894 Robert Giffen
- 1900 J. Athelstane Baines
- 1907 Francis Ysidro Edgeworth
- 1908 Patrick G. Craigie
- 1911 G. Udny Yule
- 1920 T. H. C. Stevenson
- 1930 A. William Flux
- 1935 A. L. Bowley
- 1945 Major Greenwood
- 1946 Ronald Fisher
- 1953 A. Bradford Hill
- 1955 E. S. Pearson
- 1960 Frank Yates
- 1962 Harold Jeffreys
- 1966 Jerzy Neyman
- 1968 M. G. Kendall
- 1969 M. S. Bartlett
- 1972 Harald Cramér
- 1973 David Cox
- 1975 G. A. Barnard
- 1978 Roy Allen
- 1981 D. G. Kendall
- 1984 H. E. Daniels
- 1986 Bernard Benjamin
- 1987 Robin L. Plackett
- 1990 Peter Armitage
- 1993 George E. P. Box
- 1996 Peter Whittle
- 1999 Michael Healy
- 2002 D. V. Lindley
- 2005 John Nelder
- 2008 James Durbin
- 2011 Calyampudi Radhakrishna Rao
- 2013 John Kingman
- 2014 Bradley Efron

## Medallistas de plata
- 1893 John Glover
- 1894 Augustus Sauerbeck
- 1895 A. L. Bowley
- 1897 F. J. Atkinson
- 1899 C. S. Loch
- 1900 Richard Crawford
- 1901 Thomas A. Welton
- 1902 R. H. Hooker
- 1903 Yves Guyot
- 1904 D. A. Thomas
- 1905 R. H. Rew
- 1906 W. H. Shaw
- 1907 N. A. Humphreys
- 1909 Edward Brabrook
- 1910 G. H. Wood
- 1913 R. Dudfield
- 1914 S. Rowson
- 1915 S. J. Chapman
- 1918 J. Shield Nicholson
- 1919 J. C. Stamp
- 1921 A. W. Flux
- 1927 H. W. Macrosty
- 1928 Ethel Newbold
- 1930 H. E. Soper
- 1934 J. H. Jones
- 1935 E. C. Snow
- 1936 R. G. Hawtrey
- 1938 E. C. Ramsbottom
- 1939 L. Isserlis
- 1940 H. Leak
- 1945 M. G. Kendall
- 1950 H. Campion
- 1951 F. A. A. Menzler
- 1952 M. S. Bartlett
- 1953 J. O. Irwin
- 1954 L. H. C. Tippett
- 1955 D. G. Kendall
- 1957 H. E. Daniels
- 1958 G. A. Barnard
- 1960 E. C. Fieller
- 1961 D. R. Cox
- 1962 P. V. Sukhatme
- 1964 George Box
- 1965 Calyampudi Radhakrishna Rao
- 1966 Peter Whittle
- 1968 D. V. Lindley
- 1973 R. L. Plackett
- 1976 James Durbin
- 1977 John Nelder
- 1978 Peter Armitage
- 1979 Michael Healy
- 1980 M. Stone
- 1981 John Kingman
- 1982 H. P. Wynn
- 1983 J. E. Besag
- 1984 J. C. Gittins
- 1985 A. Bissell y W. Pridmore
- 1986 Richard Peto
- 1987 John Copas
- 1988 J. Aitchison
- 1989 F. P. Kelly
- 1990 David Clayton
- 1991 R. L. Smith
- 1992 Robert Curnow
- 1993 A. F. M. Smith
- 1994 David Spiegelhalter
- 1995 B. W. Silverman
- 1996 Stephan Lauritzen
- 1997 Peter Diggle
- 1998 Harvey Goldstein
- 1999 Peter Green
- 2000 Walter Gilks
- 2001 Philip Dawid
- 2002 David Hand
- 2003 Kanti Mardia
- 2004 Peter Donnelly
- 2005 Peter McCullagh
- 2006 Michael Titterington
- 2007 Howell Tong
- 2008 Gareth Roberts
- 2009 Sylvia Richardson
- 2010 Iain M. Johnstone
- 2011 P. Hall
- 2012 D. Firth
- 2013 B. Ripley
- 2014 Jianqing Fan

## Medallistas de bronce
- 1936 William Gemmell Cochran
- 1938 R. F. George
- 1949 W. J. Jennett
- 1962 Peter Armitage
- 1966 James Durbin
- 1967 F. Downton
- 1968 Robin Plackett
- 1969 M. C. Pike
- 1970 P. G. Moore
- 1971 D. J. Bartholomew
- 1974 G. N. Wilkinson
- 1975 A. F. Bissell
- 1976 P. L. Goldsmith
- 1977 A. F. M. Smith
- 1978 Philip Dawid
- 1979 T. M. F. Smith
- 1980 A. J. Fox
- 1982 S. J. Pocock
- 1983 Peter McCullagh
- 1984 Bernard Silverman
- 1985 David Spiegelhalter
- 1986 D. F. Hendry
- 1987 Peter Green
- 1988 S. C. Darby
- 1989 S. M. Gore
- 1990 V. S. Isham
- 1991 M. G. Kenward
- 1992 C. Jennison
- 1993 J. A. Tawn
- 1994 R. F. A. Poultney
- 1995 I. Johnstone
- 1996 J. N. S. Matthews
- 1997 Gareth Roberts
- 1998 D. Firth
- 1999 P. W. F. Smith y J. Forster
- 2000 J. Wakefield
- 2001 Guy Nason
- 2002 Geert Molenberghs
- 2003 Peter Lynn
- 2004 Nicola Best
- 2005 Steve Brooks
- 2006 Matthew Stephens
- 2007 Paul Fearnhead
- 2008 Fiona Steele
- 2009 Chris Holmes
- 2010 Omiros Papaspiliopoulos
- 2011 N. Meinshausen
- 2012 R. Samworth
- 2013 P. Fryzlewicz
- 2014 Ming Yuan